# Alexandru Băluță
Alexandru Băluță (* 13. září 1993 Craiova) je rumunský profesionální fotbalista, který hraje na pozici ofensivního záložníka či křídelníka za rumunský klub FCSB. Mezi lety 2017 a 2021 odehrál také 8 utkání v dresu rumunské reprezentace, v nichž vstřelil 1 branku.

## Klubová kariéra
S fotbalem začal ve fotbalové škole pod vedením Gheorgheho Popesca. Následně působil v druholigové Chindie a v roce 2013 se stal hráčem prvoligového klubu FC Viitorul Konstanca.
Po jedné sezóně přestoupil do FC Universitatea Craiova. Během sezóny 2017/2018 za craiovský klub, v němž tehdy dělal i kapitána, ve třiceti ligových zápasech nastřílel jedenáct branek a dalších pět svým spoluhráčům připravil. Klub tehdy skončil v lize na třetím místě. V téže sezóně navíc vyhrál rumunský pohár, ve jehož utkáních Băluță nastřílel šest gólů. Celkem za čtyři roky v klubu, do léta 2018, odehrál více než sto ligových utkání a nastřílel v nich 21 branek.
Během letního přestupního období roku 2018 přešel do České republiky, do pražské Slavie, která za něj zaplatila 2,65 milionu euro, tedy asi 67 milionů korun, čímž se stal v té době jejím historicky nejdražším nákupem. Od 5. září 2019 do konce sezóny 2019/2020 hostoval v klubu Slovan Liberec, s tím, že si ho pražský klub mohl již v zimní přestávce stáhnout zpět. Nestalo se tak, avšak představitelé Slavie nebyli s Băluțovými výkony spokojeni, a tak mu v létě 2020 umožnili přestoupit do maďarského celku Puskás Akadémia FC.
Po třech sezónách v Maďarsku se Băluță vrátil v létě 2023 zpátky do rodného Rumunska, podepsal smlouvu s místním klubem FCSB.

## Reprezentační kariéra
Nastupoval také za reprezentační výběr své země, ve kterém se prvně objevil v září 2017.